# Heisingen
Heisingen ist ein südlicher Stadtteil von Essen, der nördlich der Ruhr auf einer Halbinsel liegt.

## Lage
Heisingen liegt nördlich in einer Schleife der Ruhr, die westlich in den Baldeneysee übergeht. Die Nachbarstadtteile sind, durch die Ruhr getrennt, Überruhr und Byfang im Osten sowie Kupferdreh und Fischlaken im Süden. Im Westen folgen Bredeney, dann nach Norden hin Rellinghausen und Stadtwald, bei denen der Heisinger Bach die Grenze bildet. Hier liegt Heisingen am Naturschutzgebiet Schellenberger Wald. Vom hochgelegenen Ortskern Heisingens fällt der Stadtteil auf der Halbinsel im Süden zur Ruhr hin ab.

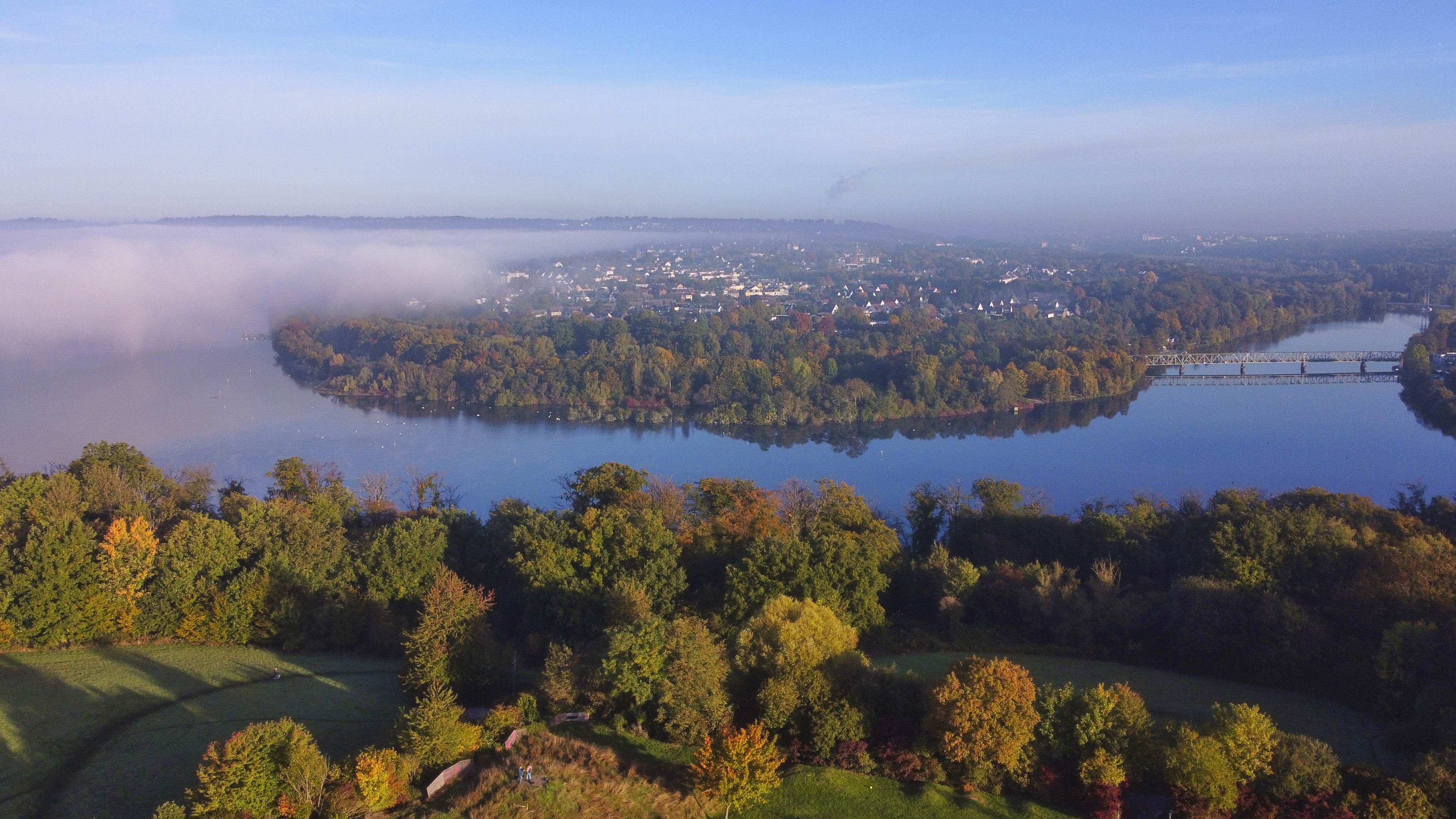

## Charakter
Das heute mittelständisch geprägte Heisingen besteht überwiegend aus meist lockerer Wohnbebauung mit einem Ortskern sowie einigen umliegenden Naturschutzgebieten.
Im Schellenberger Wald, nahe dem Jagdhaus Schellenberg, befindet sich der Aussichtspunkt Korte-Klippe, der einen Blick über das Ruhrtal und den Baldeneysee bietet. In den Heisinger Ruhrauen liegen eine alte Wassermühle und die Schleuse Rote Mühle. Heisingens altes Rathaus wurde 1910/1911 im Ortskern errichtet. Hier findet traditionell an jedem letzten Wochenende im August das Wottelfest statt. Das Wort Wottel stammt von Wurzel, gemeint ist die Möhre. Des Weiteren hat Heisingen ein kleines Bergbau- und Heimatmuseum im Paulushof.
In einem Waldstück am Wechselpfad gelegen, auf einer Anhöhe zur Wuppertaler Straße hin, befindet sich ein Fliegerdenkmal, das zum Andenken an sieben zu Tode gekommene Besatzungsmitglieder eines im Jahre 1918 ungefähr an dieser Stelle verunglückten deutschen Militärflugzeuges vom Typ Zeppelin (Staaken) R.VI errichtet worden ist.
Das Naturschutzgebiet Heisinger Ruhraue bildet seit 2004 ein etwa 150 Hektar großes Naturschutzgebiet; an der Spitze der Heisinger Halbinsel bietet das Vogelschutzgebiet Heisinger Bogen zahlreichen selten gewordenen Vogelarten einen Rückzugsraum.

### Bevölkerung
Am 31. März 2025 lebten 12.815 Einwohner in Heisingen.
Strukturdaten der Bevölkerung in Heisingen (Stand: 31. März 2025):
- Bevölkerungsanteil der unter 18-Jährigen: 14,7 % (Essener Durchschnitt: 16,9 %)[2]
- Bevölkerungsanteil der mindestens 65-Jährigen: 31,5 % (Essener Durchschnitt: 21,7 %)[3]
- Ausländeranteil: 4,6 % (Essener Durchschnitt: 20,6 %)[4]

### Sehenswürdigkeiten
- Altes Rathaus
- Baldeneysee
- Bergbau- und Heimatmuseum im Paulushof
- Geologische Wand Kampmannbrücke
- Haus Heisingen
- Jagdhaus Schellenberg
- Jugendhalle Heisingen
- Kampmannbrücke
- Kirche St. Georg
- Korte-Klippe
- Maschinenhaus der Zeche Hundsnocken
- Pauluskirche
- Rote Mühle
- Siedlung Carl Funke
- Zeche Carl Funke

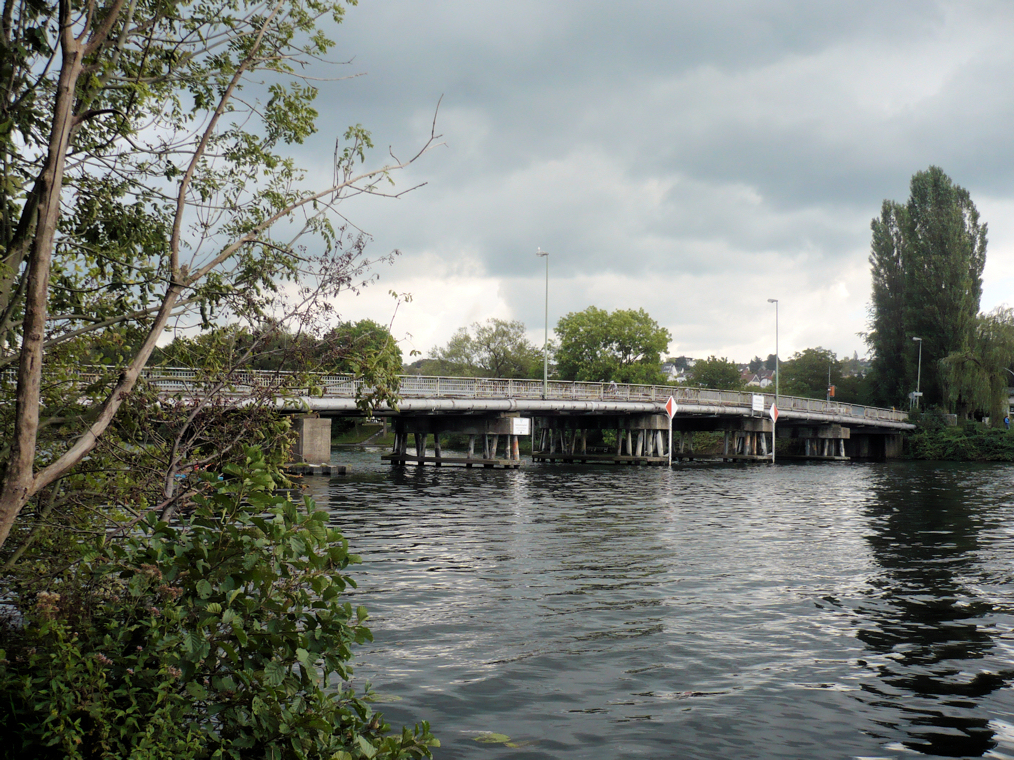
Alte Kampmannbrücke
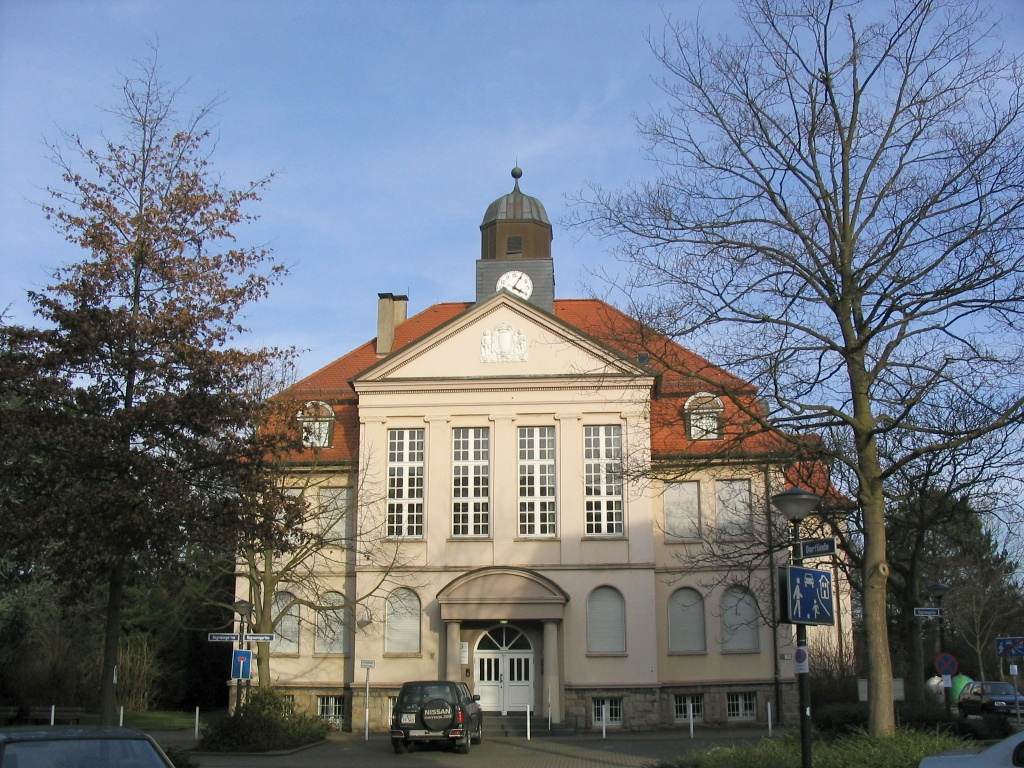
Altes Rathaus
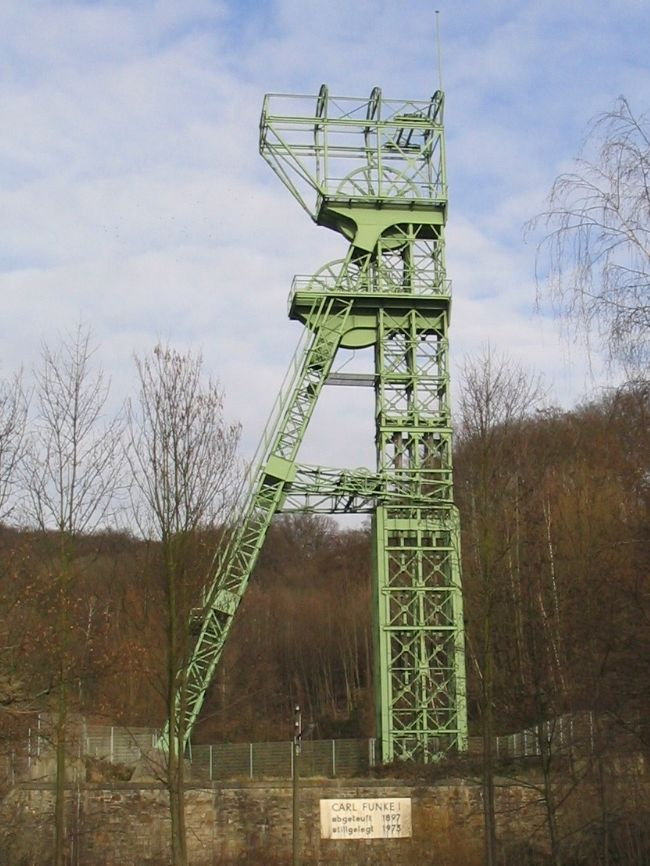
Zeche Carl Funke an der Ruhr
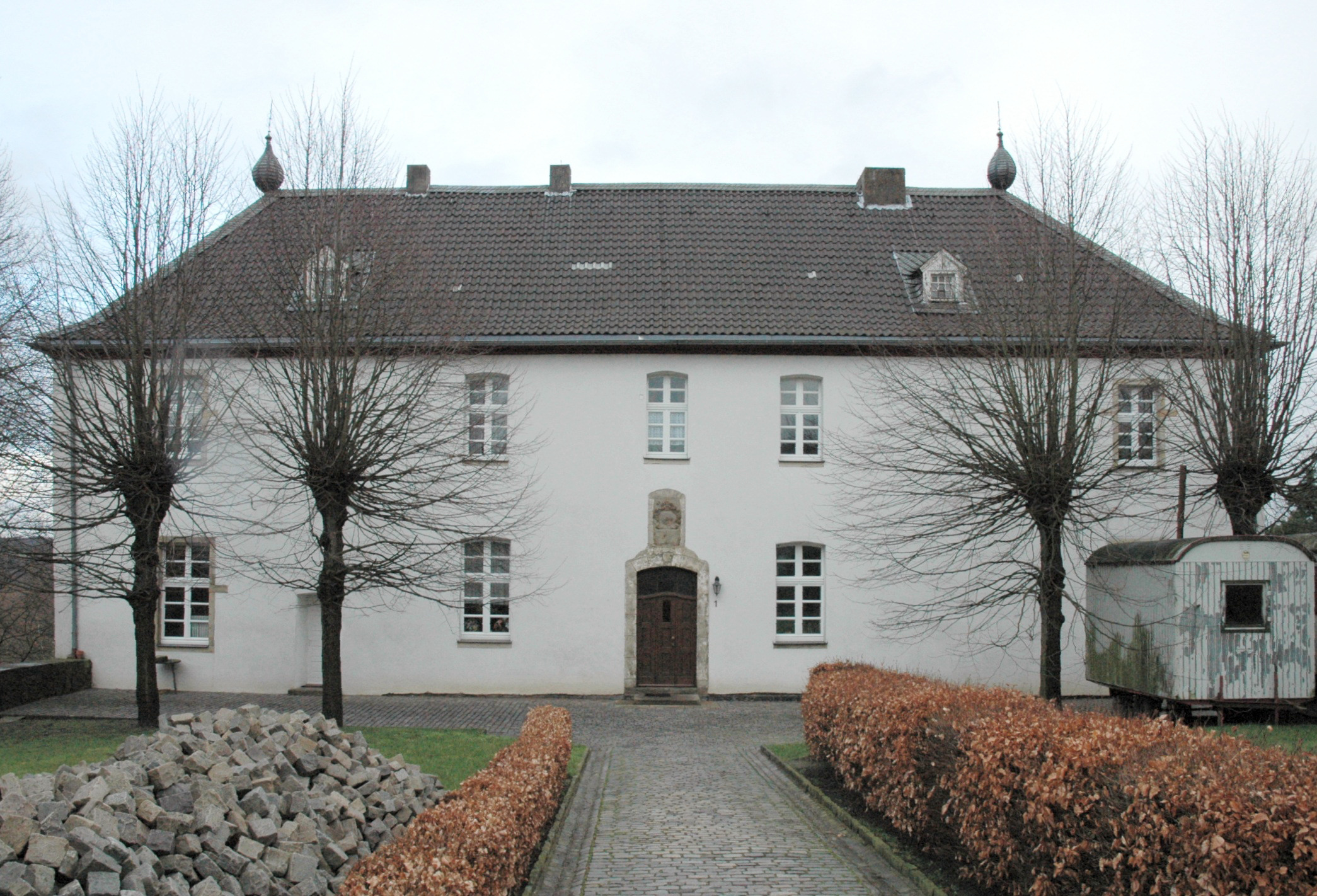
Haus Heisingen
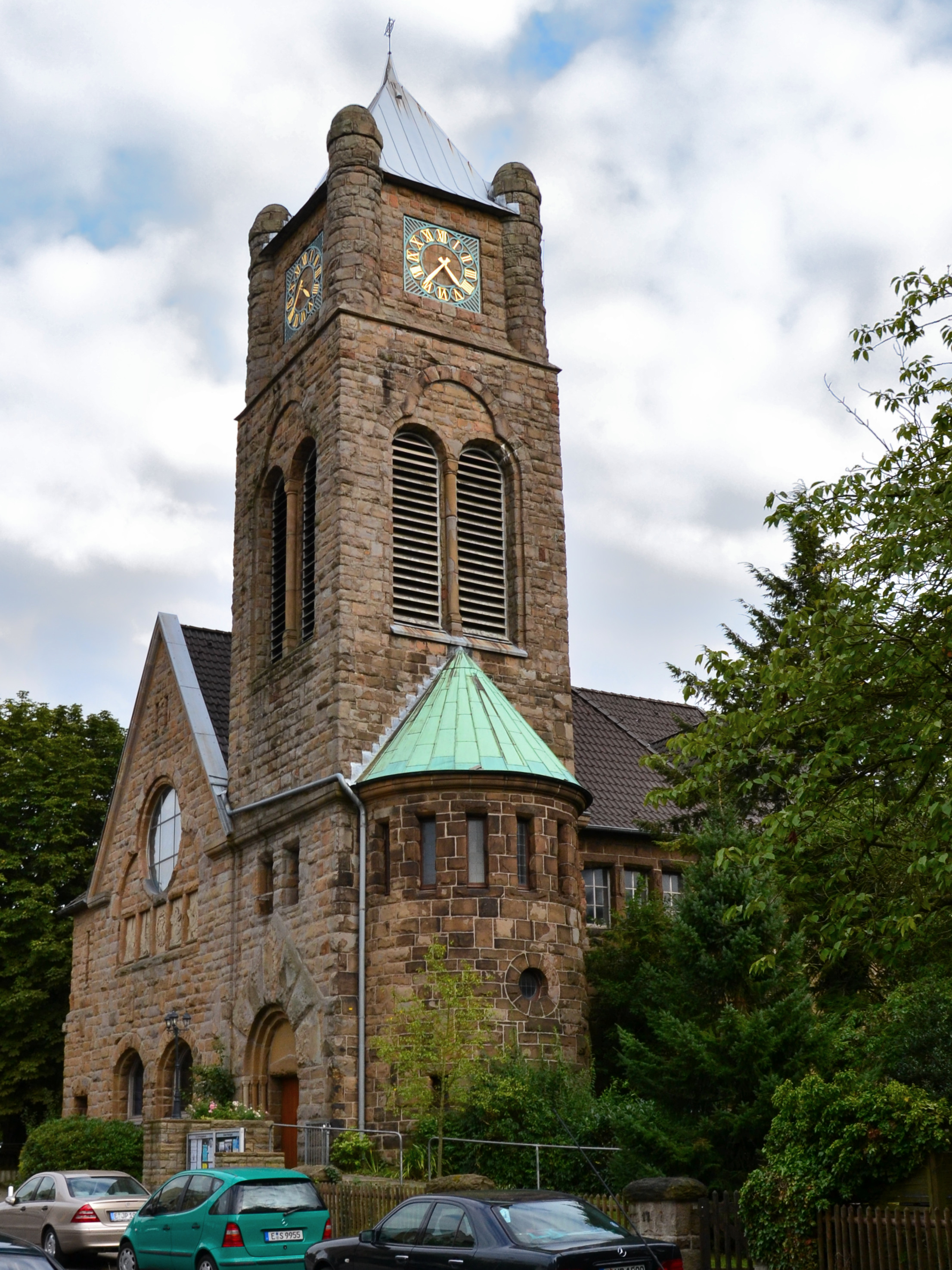
Pauluskirche
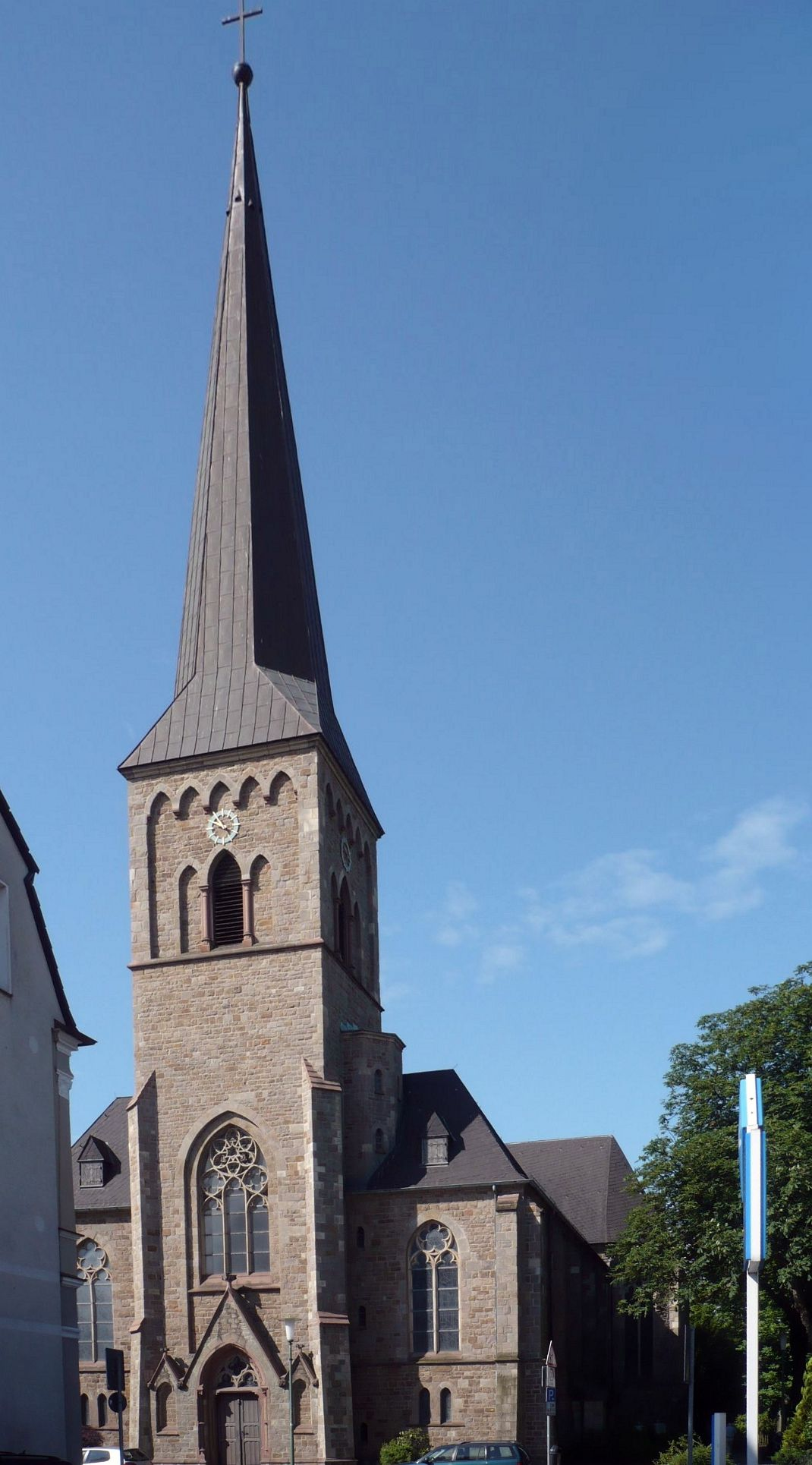
Kirche St. Georg

### Infrastruktur
Der Stadtteil hat mit der Carl-Funke-Schule eine städtische Gemeinschaftsgrundschule und mit der Georgschule eine katholische Grundschule. Hierzu gehört die katholische Pfarrkirche St. Georg, die in den Jahren 1879 bis 1881 im neugotischen Stil errichtet wurde. Die Ausstattung dieser Kirche schuf der westfälische Künstler Heinrich Gerhard Bücker. Eine weitere Kirche ist die 1907 erbaute evangelische Pauluskirche. Im Altenzentrum Paulushof der evangelischen Kirchengemeinde Essen-Heisingen ist das Bergbau- und Heimatmuseum untergebracht. Der Initiator für das Museum war der damalige Pfarrer Werner Hamacher.
Zu nennenswerten Sportvereinen zählt der Heisinger SV, 1996 aus einer Fusion zwischen der Fußballabteilung von DJK Heisingen und dem FC Heisingen entstanden, sowie die DJK Heisingen und die SG Heisingen. Die DJK sowie die SG stellen Breitensport-Abteilungen, wobei die SG Heisingen eine Rhönrad-Abteilung hat. Bekanntester Sportler aus Heisingen ist der ehemalige Fußball-Nationaltorwart Jens Lehmann, der seine ersten Schritte beim HSV Vorgänger-Verein DJK Heisingen machte.
An der Bebauung Heisingens führt die Bundesstraße 227, die innerhalb Heisingens in die Bundesautobahn 44 übergeht, vorbei.
Durch die Buslinien 145, 153, NE 7 und T 72 der Ruhrbahn ist Heisingen an den Öffentlichen Personennahverkehr angeschlossen. Am östlichen Ortsrand halten außerdem die Buslinien 141, 155, 177 und NE 7 an den Haltestellen Rote Mühle und Kampmannbrücke.
| Linie | Verlauf | Takt (Mo–Fr)                                                                                     |
| ----- | --- | ------------------------------------------------------------------------------------------------ |
| 141   | Kupferdreh – Byfang – Hattingen-Niederwenigern – Lembeck – Hattingen (Ruhr) Mitte | 30 min                                                                                           |
| 145   | Essen-Haarzopf Erbach – Fulerum, Südwestfriedhof – Frohnhausen, Wickenburgstraße – Alfred-Krupp-Schule – Weststadt – Berliner Platz – Rathaus Essen – Essen Hbf – Rüttenscheid – Stadtwaldplatz – Heisingen Baldeneysee                 | 20 min (Erbach–Rath. Essen) 10 min (Rath. Essen–Heisingen) 5 min (Rath. Essen–Heisingen zur HVZ) |
| 153   | Essen-Heisingen Baldeneysee – Heisingen Ortsmitte – Rote Mühle – Kampmannbrücke – Kupferdreh – Kupferdreh Altersheim | 30 min                                                                                           |
| 155   | Gelsenkirchen-Rotthausen Achternbergstraße – Schonnebeck – Frillendorf Hubertstraße – Betriebshof Stadtmitte – Rathaus Essen – Essen Hbf – Huttropstraße – Bergerhausen – Annental – Heisingen Rote Mühle – Kampmannbrücke – Kupferdreh | 20 min                                                                                           |
| 177   | Steele – Überruhr-Hinsel – Überruhr-Holthausen – Holthausen Bf – (Heisingen Rote Mühle →) Kupferdreh – Kupferdreh Marienbergstr. | 20 min                                                                                           |
| NE6   | Essen Hbf – Essen Süd – Rellinghausen – Lehmanns Brink (NE4) – Holthausen Bf – Kupferdreh | 60 min                                                                                           |
| NE7   | Essen Hbf – Rüttenscheid – Stadtwaldplatz – Heisingen Baldeneysee | 60 min                                                                                           |

Die Trasse der Ruhrtalbahn, an der Heisingen bei Kilometer 31,6 einen Bahnhof hatte, ist kaum mehr erkennbar. Ihre Ruhrbrücke ist für Radwanderer nach Kupferdreh bedeutsam.

## Geschichte
Man vermutet, dass das Dorf Heisingen im Verlauf großer Siedlungsaktionen der fränkischen Ripuarier und der sächsischen Brukterer etwa im 7. oder 8. Jahrhundert entstand. Die Ripuarier kamen aus Südwesten, die Brukterer, die im Jahre 695 ihre Selbständigkeit verloren und zu den Sachsen zählten, kamen aus der Gegend um Steele, welches ihr Herrschaftsgebiet war. Beide Jahrhunderte waren von Sachseneinfällen und Gegenfeldzügen der Franken geprägt.

### Mittelalter
Urkundlich wurde Heisingen am 24. Februar 796 erstmals als Geschenk erwähnt. Heinrich von der Ruhr überließ damit dem späteren Heiligen Liudger (*ca. 742 – † 809) seine Rodung im Heissiwald. Der Heissiwald erhielt seinen Namen amtlich erst 1935. Zuvor nannte man ihn Plattenwald, woran die Straßennamen Weg zur Platte und Plattenweiler erinnern.
Die Heisinger Geschichte ist im Mittelalter eng verbunden mit zwei geistlichen Gemeinschaften und deren wirtschaftlicher und politischer Ausstrahlung: Das des Klosters Werden, um 800 von dem friesischen Missionar Liudger gegründet, erwarb schon im 9. Jahrhundert in Heisingen Besitz, denn 875 wurde bei der Weihe der Werdener Basilika die Zugehörigkeit Heisingens zur Abtei Werden erwähnt. Diese Güter waren fortan Bestandteile der sich stark entwickelnden Werdener Grundherrschaft in diesem Raum mit den Fronhöfen Barkhoven und Viehausen (bei Werden) bzw. dem Lehen Haus Heisingen. Sie wurden schließlich zu Beginn des 13. Jahrhunderts in die damals entstehende Landesherrschaft der Werdener Äbte integriert. Die um die Mitte des 9. Jahrhunderts gegründete Essener Frauengemeinschaft ist seit dem 9./10. Jahrhundert im Besitz des Fronhofes Eickenscheidt (bei Steele) gewesen. Von diesem Fronhof hingen auch eine Anzahl Heisinger Hofstellen ab, ohne dass im späten Mittelalter mehr als eine wirtschaftliche Abhängigkeit vom Essener Damenstift gegeben war.
Dem entsprach es auch, dass der Essener Zehntbezirk im Süden nur bis in die Gegend von Rellinghausen reichte, während sich daran, das Heisinger Gebiet umfassend, die Zehntberechtigung und der Pfarrsprengel des Werdener Klosters anschloss. Pfarrkirche für die Heisinger blieb somit fast während des ganzen Mittelalters die Werdener Abteikirche bzw. die St.-Lucius-Kirche oder Neukirchen. Erst im Jahre 1493 erhielt Heisingen eine Kapelle, die bald dem heiligen Georg gewidmet war.
Es besteht kaum Anlass, den zum Jahre 834 erwähnten Ort mit dem frühmittelalterlichen Waldgebiet nördlich der unteren Ruhr, dem Heissi-Wald, so in Verbindung zu setzen, als ob der Heissi-Wald mit Heisingen gleichzusetzen wäre. Es ist klar, dass beide topographischen Namen denselben Ursprung haben, nämlich das germanische (Bestimmungs-)Wort +hais, hes für Wald, Busch, Gehölz, verwandt mit dem lateinischen caesus. Doch wird der Name Heissi in den Urkunden von 796 bzw. 800 ausschließlich für den Wald, der Heissi genannt wird benutzt und damit immerhin mindestens für ein Waldgebiet von Heisingen bis Mülheim-Heißen. Der Ortsname Heisingen ist indes erstmals in der Urkunde von 834 als Ort, der Heisingen genannt wird, belegt, wobei das Suffix -ing(en) im Siedlungsnamen der Bezeichnung von Personenverbänden (u. a. Siedlungen) dient. Die zu 796 und 800 erwähnten Rodungen im Heissi-Wald dürften mithin kaum etwas mit der Siedlung Heisingen zu tun haben. Es bliebe noch, das Alter der -ingen-Siedlungsnamen im Rheinland zu ermitteln. Jedoch sind die relativ wenigen (rechtsrheinischen) Ortsnamen auf -ingen nicht aussagekräftig genug, daraus eine zeitliche Schicht für die Entstehung der betreffenden Siedlungen herzuleiten. Es mag uns daher hier genügen festzustellen, dass es sich um eine ältere Namensschicht handelt.

### Heisinger Höfe
1370 wurden im Heberegister der Abtei Werden 23 Höfe genannt, die alle zu den beiden Haupthöfen Barkhof und Viehhausen der Abtei Werden, und damit zum Kirchengut gehörten. Deshalb fielen die Höfe 1802 zur Zeit der Säkularisation an den preußischen Fiskus, der sie zur Pacht und später zum Verkauf gab. Sieben der 23 Höfe wurden 1930 noch landwirtschaftlich genutzt. In den 1950er Jahren wurden immer mehr Flächen als Bauland von ihren Besitzern verkauft oder selbst bebaut, so dass 1955 die letzten beiden Bauern im Oberdorf die Landwirtschaft einstellten.
Im Kern Heisingens lag der wohl nach dem Ansatzpunkt der Rodung im Heissiwald genannte Rohmannshof (Op dem Rode), der schon 1150 erwähnt wurde. Gleiche Erwähnung fand der Siepmannshof als Nachbarhof, der im Siepen (später Kuhsiepen) lag und 1370 aufgeteilt in Grotesiepen (Siepmannshof) und Kleinesiepen genannt wurde. Der Begriff Kuhsiepen lässt auf einen Hohlweg zum Viehtrieb in einem wasserführenden Tal zu den Weiden an der Ruhr schließen. Der Hof Kleinesiepen wurde auch Krampensiepen genannt, nach dem Aufsitzer Krampen.
Im Nordwesten Heisingens lag der bereits 1250 erwähnte Grotkampshof, der spätere Vogelsanghof und der Kleinkampshof. Bauer Werntgen lebte noch bis 1973 auf dem Kleinkampshof, nachdem er 1955 die Landwirtschaft aufgab.
Das Vieh wurde auf der Viehgate, der heutigen Malmedystraße, nach Norden in den Wald getrieben. An diesem Weg lagen der Gather- und der Wittenhof. Die Abgaben des Wittenhofes wurden an Burkhard von Kückelsheim entrichtet, dem Herrn auf Schloss Schellenberg.
Im nordöstlichsten Teil des Unterdorfes lag der seit ungefähr 1400 bekannte Hickingshof, dem sich etwas südlich der Stenneshof, auch Steinhus, anschloss. 1524 wurde Lutter Staël von Holstein vom Hof Kofeld, dem heutigen Haus Heisingen, mit dem Stenneshof belehnt. Aus dem eigenen Steinbruch des Stenneshofes stammen auch Ruhrsandsteine der ab 1879 erbauten, neugotischen Kirche St. Georg. Der Hof Kofeld, das heutige Haus Heisingen, wurde im 11. und 12. Jahrhundert burgähnlich zur Absicherung des fränkischen Dorfteiles befestigt, als zeitweise die Grenze des Fränkischen Reiches und Altsachsens durch Heisingen verlief.
Der bereits 1250 genannte Stemmerhof, der zwischen Rohmanns- und Stenneshof lag, musste die steinerne Reuse in der Ruhr instand halten, denn er hatte den Propst von Werden mit Fischen für seine Tafel zu versorgen.
Der Weg von Heisingen zur Ruhr und weiter nach Werden verlief mitten durch den 1400 erwähnten Geilenkotten, den südlichsten aller Höfe. 1938 stellte Familie Stennes die Landwirtschaft ein, nachdem sie den Hof 1903 kaufte und wenig später bewohnte.

### Industrialisierung bis heute
Gegen Ende des 16. Jahrhunderts gab die Entdeckung der Steinkohle dem bis dahin landwirtschaftlich geprägten Dorf ein neues Bild. Immer mehr wurden Löcher und später Stollen gegraben. Mehrere entstandene Kleinzechen wuchsen zur großen Zeche Carl Funke zusammen, die ihre größte Menge Kohle von 617.000 Tonnen bei 2.450 Beschäftigten im Jahre 1954 förderte. 1973 wurde die Zeche geschlossen, ihr Förderturm steht heute unter Denkmalschutz.
Am 1. Februar 1872 wurde die Ruhrtalbahn durch die Bergisch-Märkische Eisenbahn-Gesellschaft eröffnet, womit Heisingen am unteren Ende der Bahnhofstraße, die ihren Namen am 19. März 1877 erhielt, mit zunächst einem Personenhaltepunkt angebunden wurde. Am 7. April 1894 wurde die Erweiterung zum Bahnhof mit Güterstation für Wagenladungsverkehr und Stückgut genehmigt, was dann durch Erweiterung der Gleisanlagen erreicht wurde. Hauptsächliche Aufgabe der Ruhrtalbahn war die Abfuhr der Kohle aus den Zechen im Ruhrtal zum Hafen Ruhrort. Über die Bahnhofstraße war Heisingen mit dem Ortskern und dem Marktplatz nicht nur direkt an die neue Bahnstrecke, sondern auch gut an die Ruhrfähre zu den gegenüberliegenden Orte Hamm und Fischlaken angebunden. Insbesondere Arbeiter der dortigen Zeche Richradt, dem Schacht Dreckbank am Hesperbach und der Zeche Pörtingsiepen nutzten diesen Weg. Am oberen Teil der Bahnhofstraße, im Oberdorf, ließen sich Geschäfte und Handwerksbetriebe nieder. Darunter waren auch zwei jüdische Familien, die aber zur Zeit des Nationalsozialismus ihre Geschäfte aufgeben mussten.
1895 war die erste Kampmannbrücke, eine wichtige Verbindung mit Kupferdreh, als Pontonbrücke fertiggestellt. Sie wurde in den Jahren 1950 bis 1951 durch die heutige Brücke ersetzt.
Die Gemeinde Heisingen gehörte nach der Franzosenzeit zunächst zur Bürgermeisterei Kettwig; von 1816 bis 1823 im Kreis Essen, von 1823 bis 1859 im Kreis Duisburg und seit 1859 wieder im Kreis Essen. Am 1. Januar 1876 wechselte Heisingen in die neue Bürgermeisterei Rellinghausen, zu der auch Rellinghausen und Rüttenscheid gehörten. Nachdem sowohl Rellinghausen als auch Rüttenscheid in die Stadt Essen eingemeindet worden waren, wurde Heisingen 1910 zu einer eigenen Bürgermeisterei erhoben. Bürgermeister waren vom 1. April 1910 bis zum 18. Oktober 1919 Emil Hagmann und von 1920 bis zur Eingemeindung nach Essen am 1. August 1929 Hugo ten Hövel.

### Wappen

Wappen von Heisingen

Blasonierung: „In Silber (Weiß) eine dreizinnige rote Mauer mit offenem Tor, über dem Tor eine silberne (weiße) Kugel; oben schwebend ein aufrechter dreiblättriger grüner Buchenzweig, umgeben von sechs roten Kugeln.“
Das Wappen wurde von Kurt Schweder entworfen und hatte nie offiziellen Charakter. Ende der 1980er Jahre schuf der Heraldiker für alle Essener Stadtteile Wappen. Sie sind inzwischen von der Essener Bevölkerung gut angenommen worden.
Das Wappen ist ein sogenanntes redendes Wappen; „Heisingen“ oder „Hesingi“ bedeutet eine „Lichtung im Buchenwald“, dem schon in der Römerzeit erwähnten „Heissiwald“. Die Kugeln stammen aus dem Wappen des ehemaligen Rittersitzes der Herren von Stael.

### Sport
In Heisingen beheimatet ist der SV 52/96 e. V. Der Verein, der 1996 aus dem Zusammenschluss der Vereine DJK Aufwärts Heisingen und 1. FC Heisingen gegründet wurde, ist ein reiner Fußballverein. Der Verein zählt heute mehr als 500 Mitglieder. Mit mehr als 300 Kindern und Jugendlichen, die beim Heisinger SV Fußball spielen, ist der Verein ein wichtiger Bestandteil im Heisinger Leben.

## Persönlichkeiten
- Friedrich Ludger Kleinheidt (1830–1894), Theologe, Generalvikar des Erzbischofs von Köln
- Emil Hagmann (1872–1919), Politiker, erster Bürgermeister Heisingens von 1910–1919
- Clemens Freitag (1883–1969), Maler
- Hugo ten Hövel (1890–1953), Politiker, zweiter und letzter Bürgermeister Heisingens von 1920–1929
- Otto Haibach (1897–1999), Berg- und Vermessungsrat, Kartograph, Markscheidekundler und Hochschullehrer an der TU Clausthal, lebte in Essen-Heisingen
- Karl Schlüter (1907–1993), Architekt und Baubeamter, Ehrenbürger der RWTH
- Heinrich Schürmann (1922–2010), Politiker, Landtagsabgeordneter und Ratsmitglied
- Kurt Burger (1927–2008), Bergbauingenieur und Geologe
- Stefan Hecker (1959–2019), Handballtorwart
- Martin Lindow (* 1965), Schauspieler
- Jens Lehmann (* 1969), Fußballtorwart, u. a. Vize-Weltmeister 2002 und Vize-Europameister 2008